# Liste des évêques de Montauban

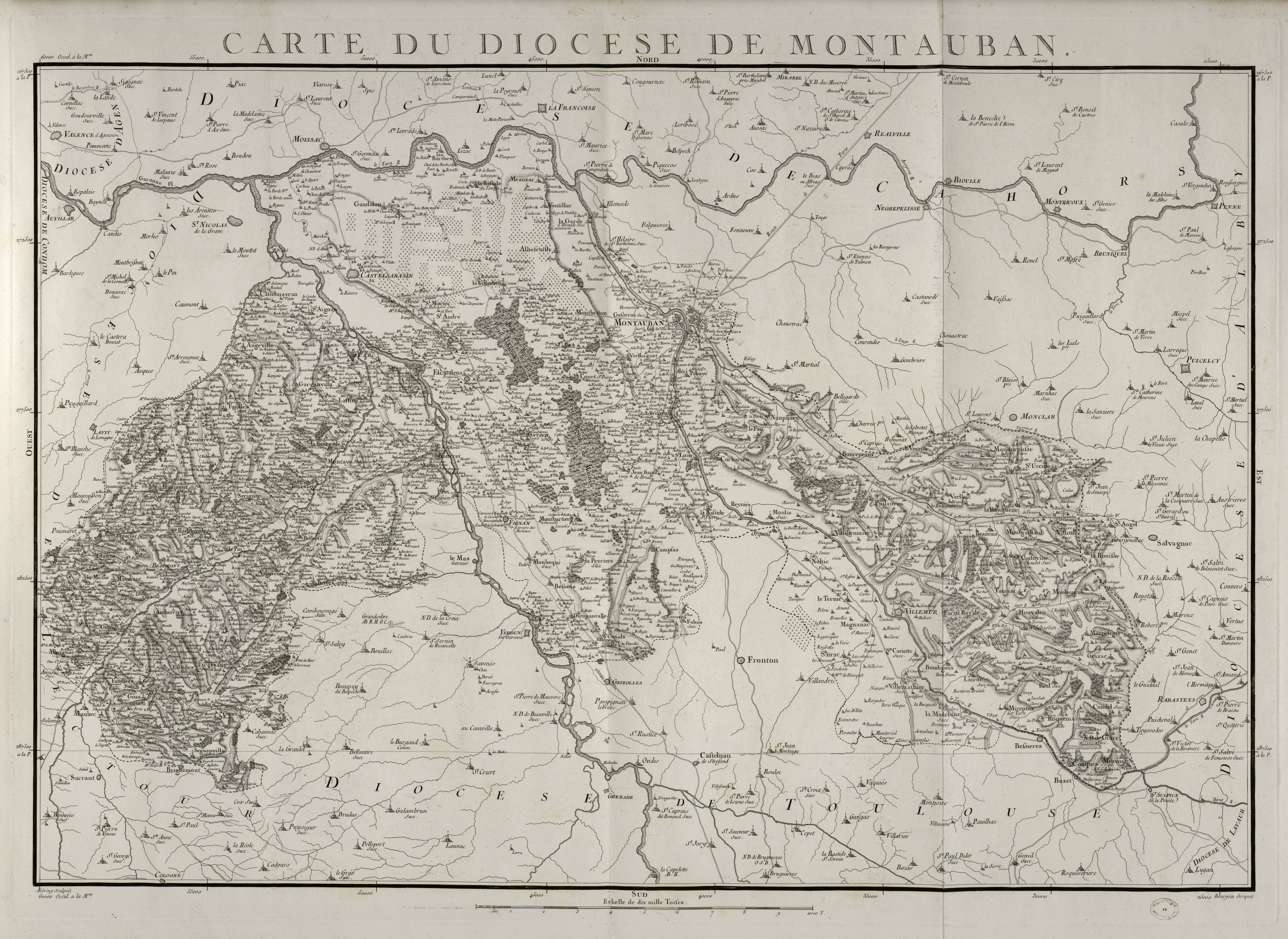
Carte du diocèse de Montauban en 1781

## Moyen Âge et Ancien Régime
- 1317 : Bertrand Ier du Puy
- 1317-1355 : Guillaume de Cardaillac
- 1355-1359 : Jacques Ier de Daux
- 1359 : Bernard Ier
- 1359-1361 : Bertrand II de Cardaillac
- 1361-1368 : Vacance du siège, Arnaud Bernard du Pouget, administrateur
- 1368-1379 : Pierre Ier de Chalais
- 1379-1403 : Bertrand III Robert de Saint-Jal
- 1403-1405 : Géraud du Puy
- 1405-1424 : Raymond de Bar
- 1424-1426 : Gérard de Faidit
- 1426-1427 : Pierre II de Cottines
- 1427-1444 : Bernard II de la Roche Fontenilles
- 1444-1450 : Aimery de Roquemaurel
- 1450-1451 : Bernard III de Rousergues
- 1451-1453 : Guillaume II d'Étampes
- 1453-1470 : Jean Ier de Batut de Montrosier
- 1471-1483 : Jean II de Montalembert
- 1484 : Georges de Viguerie, élu par le chapitre.
- 1484-1491 : Georges d'Amboise
- 1491-1516 : Jean III d'Auriolle
- 1516-1539 : Jean IV des Prés-Montpezat
- 1539-1556 : Jean V de Lettes-Montpezat ou de Lattès, s’enfuit avec sa maîtresse Armande de Durfort à Genève[1],[2]
- 1556-1589 : Jacques II des Prés-Montpezat
- 1589-1600 : Vacance du siège (Claude de Champaigne, administrateur)
- 1600-1652 : Anne Carrion de Murviel
- 1652-1674 : Pierre III de Bertier
- 1674-1687 : Jean-Baptiste-Michel Colbert de Saint-Pouange
- 1687-1703 : Henri de Nesmond
- 1703-1728 : François Joseph Henri de Nettancourt-Vaubécourt d'Haussonville
- 1728-1763 : Michel de Verthamon de Chavagnac
- 1763-1790 : Anne-François-Victor Le Tonnelier de Breteuil (évêque en titre jusqu'à sa mort en 1794)

## Révolution françaiseetPremier Empire
- 1790 : Le diocèse est supprimé avec l'adoption de la Constitution civile du clergé. Montauban n'étant pas alors chef-lieu de département, il n'y a pas d'évêque constitutionnel.
- 1801 : Le concordat confirme la suppression du diocèse.
- 1808 : Création du département de Tarn-et-Garonne. Son territoire est rattaché à l'archidiocèse de Toulouse.

## XIXesiècle: Évêquesconcordataires
- 1817 et 1822 : Sous la Restauration le siège est rétabli.

- 1817-1823 : Jean-Armand Chaudru de Trélissac, administrateur
- 1823-1826 : Jean Lefebvre de Cheverus
- 1826-1833 : Guillaume-Valentin Dubourg
- 1833-1844 : Jean-Armand Chaudru de Trélissac
- 1844-1871 : Jean-Marie Doney
- 1871-1882 : Théodore Legain
- 1882-1908 : Adolphe-Josué-Frédéric Fiard

## XXeet XXIesiècles
- 1908-1929 : Pierre-Eugène-Alexandre Marty
- 1929-1935 : Clément Émile Roques
- 1935-1940 : Élie-Antoine Durand
- 1940-1947 : Pierre-Marie Théas
- 1947-1970 : Louis de Courrèges d'Ustou
- 1970-1975 : Roger Tort[3]
- 1975-1996 : Jacques de Saint-Blanquat
- 1996-2007 : Bernard Housset
- 2007-2022 : Bernard Ginoux
- Depuis 2022 : Alain Guellec

### Sources bibliographiques
- La Grande encyclopédie, tome XXIV, p 203-204
- Catholicisme : Hier, à demain (CHAD), article "Montauban", p 620-628
- Annuaire historique 1850 (année 1851), p 39-42
- Trésor de chronologie (TC), p.1449 et adenda p 2162
- Abbé Camille Daux, Histoire de l'église de Montauban, t. 1, Montauban, Imprimerie et lithographie Forestié, 1881 (lire en ligne), t. 2, 1882 (lire en ligne)
- Dom Claude Devic, dom Joseph Vaissète, « Note LXXVII : Église de Montauban. Abbés de Saint-Théodard. Évêques de Montauban », dans Histoire générale de Languedoc avec notes et pièces justificatives, Édouard Privat libraire-éditeur, Toulouse, 1872, tome 4, p. 424-428 (lire en ligne)
- Jean-Marc Detailleur, « Les évêques de Montauban sous la Restauration Jean de Cheverus (1823-1826) ; Louis-Guillaume Dubourg (1826-1833) ; Jean de Trélissac (1833-1844) », Recueil de l'Académie de Montauban (sciences, belles-lettres, arts, encouragement au bien), nouvelle série, t. 19,‎ 2018, p. 143-155 (lire en ligne)